# La Possibilité d'une île (film)
Pour l’article homonyme, voir La Possibilité d'une île.
Pour plus de détails, voir Fiche technique et Distribution.
La Possibilité d'une île est un film d'anticipation français réalisé par Michel Houellebecq, sorti en 2008. Il est adapté de son roman La Possibilité d'une île (2005). Lors de la sortie sur les écrans, le film est un échec commercial et critique.

## Synopsis
Seul survivant de la dévastation de l'espèce humaine, Daniel 25 ans, voit sa vie changer du tout au tout lorsqu'en suivant des messages qu'il reçoit sur son ordinateur, il découvre qu'il existe une survivante, comme lui.

## Fiche technique
- Titre : La Possibilité d'une île
- Réalisation : Michel Houellebecq
- Scénario : Michel Houellebecq d'après son roman La Possibilité d'une île
- Premier assistant réalisateur : Hubert Engammare
- Photographie : Jeanne Lapoirie et Éric Guichard
- Musique : Mathis Nitschke
- Montage : Camille Cotte
- Costumes : Lena Mossum
- Production : Éric et Nicolas Altmayer pour Mandarin Cinéma
  - Coproduction : Morena Films, Black Forest Films GMBH, Wat Productions, Arte France Cinéma, Lagardère, Studio 37 et Michel Houellebecq LTD
  - Association : Cofinova 3
- Distribution : BAC Films
- Pays :  France
- Durée : 85 minutes
- Format : couleur
- Budget : 6 000 000 €
- Date de sortie :
  - France : 10 septembre 2008

## Distribution
- Benoît Magimel : Daniel
- Ramata Koite : Marie
- Patrick Bauchau : le prophète
- Andrzej Seweryn : Slotan
- Serge Larivière : Rudi
- Jean-Pierre Malo : Jérôme
- Jordi Dauder : Gérard
- Arielle Dombasle : déléguée mexicaine
- Juan Carlos Valera : délégué argentin
- Philippe Delest : délégué luxembourgeois
- Sandra Murugiah : hôtesse indienne